# Finská rallye 1986
Finská rallye 1986 (Nebo také Rallye 1000 jezer 1986) byla devátou soutěží mistrovství světa v rallye 1986. Zvítězil Timo Salonen na voze Peugeot 205 T16 E2

## První etapa
Od počátku vedl Markku Alen s vozem Lancia Delta S4. Za ním se držel Juha Kankkunen na voze Peugeot 205 T16 E2. Se třetím vozem Lancia startoval Kalle Grundell. Se třetím Peugeotem stejně jako v Argentině startoval Stig Blomqvist. Ve skupině A vedl Ingvar Carlsson s vozem Mazda 323 4WD. Musel ale odstoupit po problémech s motorem.
S Lancií opět startoval Mikael Ericsson, měl ale problémy s tlumiči a byl až šestý. Se soukromým vozem MG Metro 6R4 startoval Per Eklund. Se stejným vozem v továrním týmu startoval Malcolm Wilson, ale havaroval a odstoupil. Soutěže se zúčastnil i tým Škoda Motorsport s vozy Škoda 130 LR. Ladislav Křeček měl na svém voze startovní číslo 10. Ve skupině A bojoval o prvenství Kenneth Eriksson na voze Volkswagen Golf II GTI.

## Druhá etapa
I v druhé etapě vedl Alen, ale Kankkunen neustále snižoval jeho náskok. Na třetí pozici se držel Timo Salonen s dalším Peugeotem. Grundell se dostal před Blomqvista ale kvůli problémům se zavěšením. Ty postihly i Ericssona a tak se obě Lancie ze propadly. Za Peugeoty tak jely dvě soukromé Metra, které řídily Eklund a Harri Toivonen (bratr zesnulého pilota Henriho). Ve skupině A vedl Gunnar Pettersson s Audi Quattrem. Na Alena se neustále dotahovali Salonen, Kankkunen a Blomqvist. Pátý byl Eklund, šestý Grundell a sedmý Ericsson. Ten se snažil svou pozici vylepšit.

## Třetí etapa
I ve třetí etapě vedl Alen, ale Salonen neustále zmenšoval jeho náskok. Své časy zlepšovali i Kankkunen a Blomqvist. Alen tlaku neodolal a vylétl z tratě. V soutěži pokračoval, ale na první pozici se dostal Salonen a na druhou Kankkunen. Týmová režie Peugeot Sportu nařídila toto pořadí zachovat. Alen ze třetí pozice na jezdce Peugeotu útočil. Čtvrtý skončil Blomqvist, pátý Ericsson, šestý Grundell a sedmý Eklund. Ve skupině A Pettersson havaroval a vyhrál tak Lasse Lampi s Audi Quattro.

## Výsledky
1. Timo Salonen, Seppo Harjanne - Peugeot 205 T16 E2
2. Juha Kankkunen, Fred Gallagher - Peugeot 205 T16 E2
3. Markku Alen, Kivimaki - Lancia Delta S4
4. Stig Blomqvist, Björn Cederberg - Peugeot 205 T16 E2
5. Mikael Ericsson, Johansson - Lancia Delta S4
6. Kalle Grundell, Melander - Lancia Delta S4
7. Per Eklund, Whittock - MG Metro 6R4
8. Harri Toivonen, Wrede - MG Metro 6R4
9. Lasse Lampi, Kuukkala - Audi Quattro
10. Malcolm Wilson, Harris - MG Metro 6R4